# Lance-flammes Lagonda
La société britannique Lagonda a produit un certain nombre de lance-flammes au cours de la Seconde Guerre mondiale.
Les premiers développements étaient pour la défense contre les attaques attendues des allemands. Il a été estimé qu'il agirait comme un frein aux bombardiers en piqué de la Luftwaffe ciblant les navires de la marine marchande faiblement défendus et des bases côtières de la Fleet Air Arm. Le projet a été géré conjointement par le département des armes spéciale de la Marine et l'armée de terre britannique.
Plus tard, ils ont produit des lance-flammes qui seront montés sur des véhicules blindés.

## Histoire
Après l'évacuation du corps expéditionnaire britannique de Dunkerque alors que l'invasion du Royaume-Uni semblait imminente, le lance-flammes a été considéré comme une arme défensive adaptée à la situation. Le Petroleum Warfare Department (PWD) sous la direction de Donald Banks a été créée. Plutôt qu’utiliser de l'essence, un carburant épaissi a été développé (par RP Fraser à l'université de Londres) qui pourrait être manipulé en toute sécurité par des pompes. Pour tester ce mélange, un camion Commer a été modifié par la Lagonda Car Company pour y installer une tourelle avec une lance.
Un développement parallèle a été l'« unité de pompe lourde » d'AEC qui a utilisé un camion lourd à six roues. L'unité disposait de deux lances: la principale montée sur une tourelle, était capable de projeter jusqu'à 300 m pour une utilisation anti-aérienne, l'autre était montée sur une remorque. Le même châssis de camion d’AEC châssis a été utilisé par le PWD et Lagonda pour le "Heavy Cockatrice" ("Basilic lourd"), tandis qu'une version plus petite montée sur un châssis Bedford QL (en) a donné le "Bedford Cockatrice". AEC a utilisé son châssis Matador pour produire un prototype d'un véhicule similaire nommé "Basilisk".
Pour l’attaque, il a été estimé qu’un véhicule à chenilles serait une meilleure base. Un Universal Carrier ("transporteur universel”) a été mise en œuvre pour un prototype. Cela a conduit a éveiller l’intérêt du Canada qui, avec l'aide de Lagonda, a produit sa propre conception de lance-flammes. Il a reçu le nom de code « Ronson » et était capable de tirer la flamme à 12 m. Lagonda a également travaillé avec le major Oke pour produire un lance-flammes monté sur un char qui utilisait le réservoir auxiliaire du char comme réservoir. Sous les auspices des opérations combinées, il serait utilisé lors du raid sur Dieppe.
Le Ronson cédé aux Canadiens, Lagonda a travaillé sur sa propre installation de lance-flammes sur l’Universal Carrier. Le résultat, le Wasp ("Guêpe") a été réalisée en deux versions, le deuxième capable tiré à plus de 90 mètres. Pour les opérations dans la jungle de Birmanie, un lance-flammes monté sur un char était une «arme souhaitable». Toutefois, le char Churchill Crocodile a été jugé inadapté car le carburant et le gaz propulseur était dans une remorque à roues. Un système interne avec la lance dans la tourelle - connu sous le nom "Salamander" - n'était pas satisfaisant, si bien que Lagonda a mis au point un système externe sous le nom de code "Adder" (si monté sur le char Sherman ou "Cobra" sur le char Churchill). Un réservoir de carburant de 364 litres (80 gallons) blindé a été monté à l'arrière du char. La tuyauterie était également installée à l’extérieur sur le blindage jusqu’à la lance situé à l’avant près du copilote qui la contrôlait. Propulsée par un gaz inerte, le système Adder avait une portée de 90 mètres.

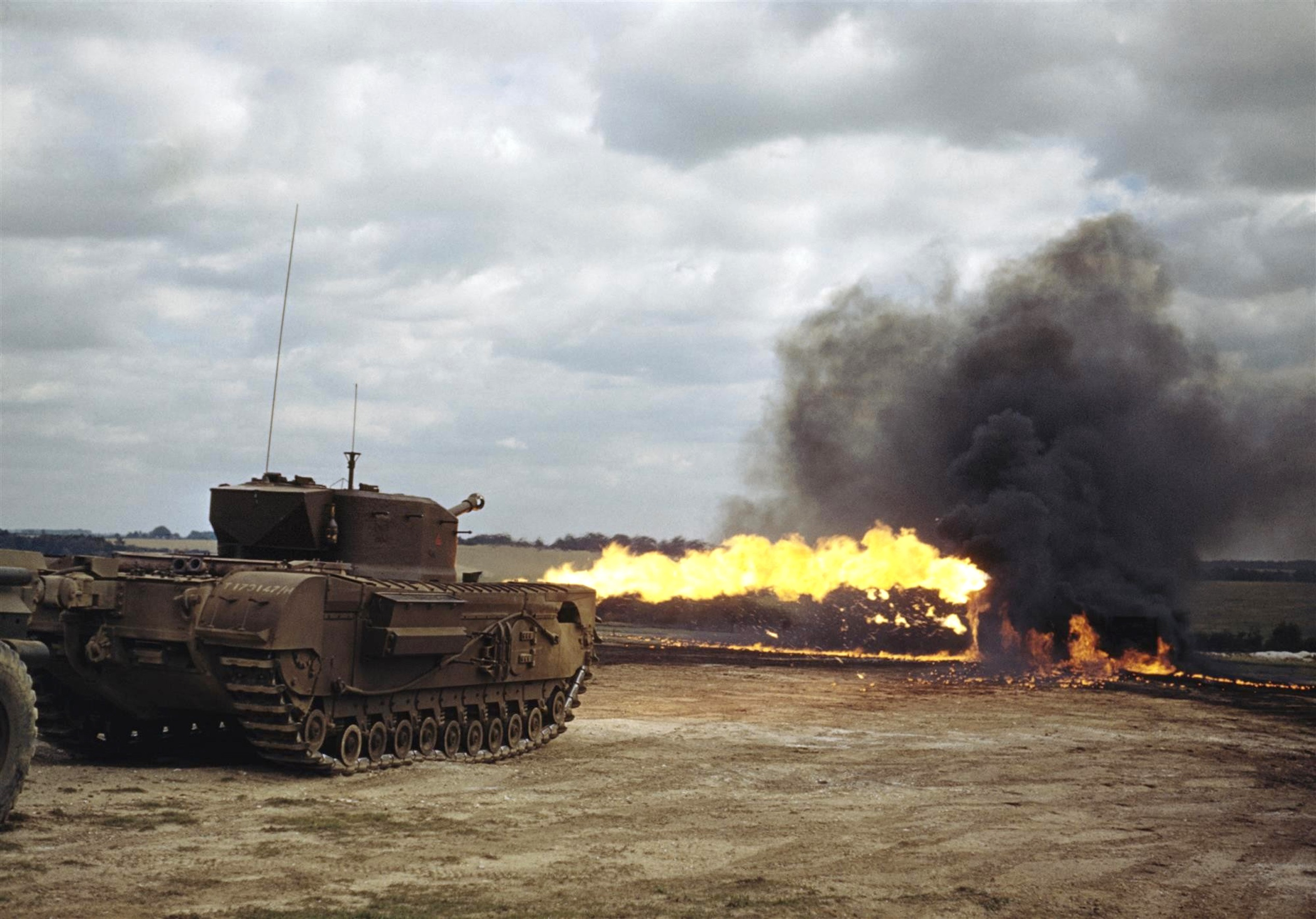
Churchill Crocodile en action, août 1944.
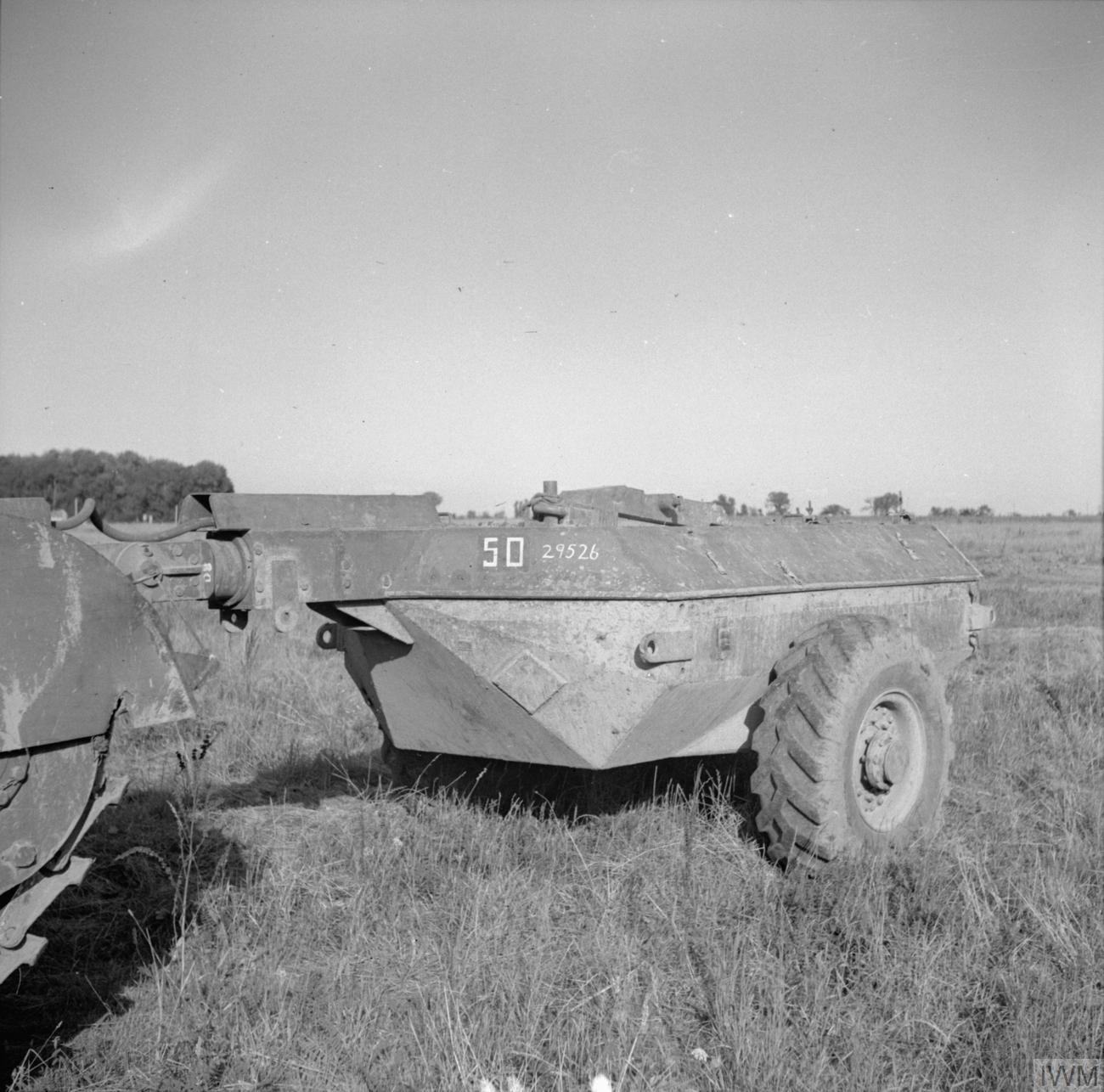
Remorque blindée d'un Churchill Crocodile, 25 août 1944.
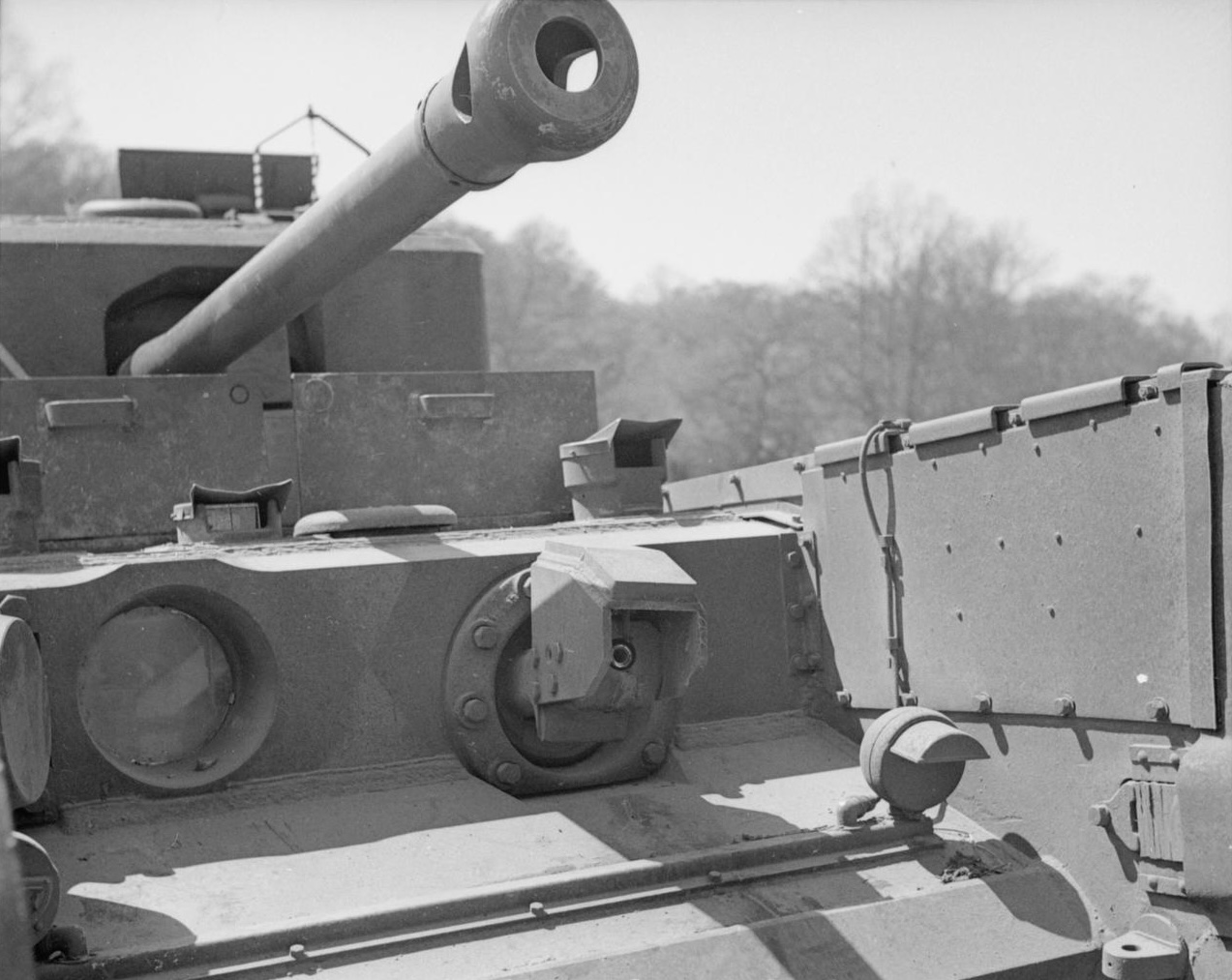
Détail de l'orifice du lance-flammes d'un Churchill Crocodile.

## Méthode de fonctionnement
Les premières prémices du projet étaient de créer une arme capable de tirer un jet de flamme suffisamment haut et assez large pour forcer les pilotes de bombardiers en piqué à sortir de leur plongée ou les faire braver une colonne de flammes potentiellement capable d'endommager ou de détruire leur avion. Des conceptions ont été sollicitées d'un certain nombre de sources, et la faisabilité des plans reçus a été vérifié par un panel de consultants venant de la Anglo-Iranian Oil Company. Des ingénieurs militaires ont ensuite construit des prototypes à partir des concepts les plus prometteurs et après l'essai, procédé à des démonstrations de leurs capacités devant un certain nombre d'amiraux et de généraux. Le plus efficace était une conception soumise par la société Lagonda, qui tirait huit gallons d'un mélange de gazole et de goudron par seconde, enflammé pour produire un flux continu de flammes avec une portée de près de 30 mètres, qui, à son point le plus large faisait environ 10 m de diamètre.
Selon Gerald Pawle, un ingénieur travaillant sur le projet, le lance-flammes Lagonda inspirait à la fois la crainte et l'horreur à tous les officiers d'état major invités à assister aux essais. D'autres améliorations ont été apportées à la conception, ce qui a permis d’augmenter sa portée effective à 60 m, mais une plus grande quantité de carburant était nécessaire pour maintenir la flamme pendant une période de temps significative.

## Essais et fonctionnement
Un essai en mer a été réalisé pour tester l'efficacité de l'arme comme moyen de dissuasion vis-à-vis de l'aviation allemande. Un prototype du lance-flammes, modifié pour tirer verticalement, a été installé sur le pont du chalutier français La Patrie. Lorsque le pilote de la Royal Air Force est arrivé, l'équipe responsable de la construction du lance-flammes, craignant que l'arme ne soit trop efficace, lui a expliqué exactement ce à quoi il pouvait s'attendre. Les résultats du test n’ont pas été impressionnants : selon les instructions, le pilote a effectué sa première attaque fictive sans passer trop près de la zone directement au-dessus de l'arme, mais lors des essais suivants a volé de plus près en plus près de la flamme, au point de mettre presque son avion directement dans sa ligne de tir. Le rapport du pilote montre clairement qu'il ne croyait pas que l'arme soit un moyen de dissuasion très efficace, mais il a admis que les essais ont pu être biaisés par sa connaissance de leur nature. Dans cet esprit, un deuxième essai a été organisé avec un autre pilote. Aucune information n’a été donnée à l'homme sur ce qu'il devait s’attendre à rencontrer. Les résultats ont été désespérément semblables à ceux de la première épreuve — le pilote n'a jamais vacillé dans son attaque, bien que le flux de flamme ait léché la moitié de son aile. Toutefois, il a été découvert par la suite qu'il pouvait y avoir une autre raison derrière l'échec du deuxième essai. Le pilote choisi pour les essais avait travaillé dans un cirque avant la guerre, pilotant régulièrement des voitures au travers d’anneaux et de murs de feu. Considérant que la Luftwaffe aurait très peu d'hommes ayant une expérience du cirque, une production limitée de lance-flammes Lagonda naval a commencé, les armes étant installées sur des caboteurs travaillant sur et autour de la Tamise. Les lance-flammes ont d'abord été bien accueillis par les capitaines, jusqu'à ce qu'ils découvrent que l'arme exigeait un entretien très important et la présence d'un expert pour obtenir une pression de carburant suffisante pour être efficace, et l'équipage souhaitait éviter d'être couvert de goudron.
Bien que les lance-flammes installés n'aient pas produit une seule perte ennemie confirmée avant la fin de la guerre, les informations recueillies par le Secret Intelligence Service britannique suggère que ces armes ont eu deux effets notables sur les forces armées allemandes. Tout d'abord, des essais d’un projet similaire de lance-flammes naval défensif, mettant en œuvre une longue canalisation de mât, ont été observés. Ils ont subi des revers similaires à l'arme britannique — plusieurs essais se sont terminés avec les officiers présents, et tous les autres sur la rive à proximité, recouverts de pétrole. Deuxièmement, en partie en raison du lance-flammes Lagonda et en partie en raison d'autres armes de dissuasion, telles que le système de parachute et de câble et du mortier Holman, la hauteur moyenne des bombardiers allemands attaquant les navires marchands a augmenté bien au-dessus de 200 pieds, altitude à laquelle les bombes avaient été une probabilité de toucher le but de 50 %.

## Utilisation
Le Bedford Cockatrice a été commandé pour la défense des bases côtières de la Fleet Air Arm dans le cas d’une invasion par planeur ou par des parachutistes. Il a estimé que ces troupes auraient besoin d’environ une minute à l'atterrissage à se détacher de leur équipement avant d’ouvrir le feu, et donc la Cockatrice était pensait-on le véhicule idéal d'intervention rapide pour la défense, capable de tuer ou de terroriser pour la faire se rendre une force de petite taille qui devrait attaquer ces aérodromes distants.
Soixante Cockatrice ont été construites et ont servi dans les bases aériennes de la Royal Navy. Le RAF a reçu six Heavy Cockatrice pour la défense d'aérodromes.
Trois chars lance-flammes Churchill équipés par Oke ont été utilisés pour le raid de Dieppe.